# Diego Romanini
Diego Romanini (ur. 30 grudnia 1978 roku w Camaiore) – włoski kierowca wyścigowy.

## Kariera
Romanini rozpoczął karierę w międzynarodowych wyścigach samochodowych w 2000 roku od startów w Austriackiej Formule 3, gdzie z dorobkiem 130 punktów uplasował się na trzecim miejscu w końcowej klasyfikacji kierowców. Trzy lata później zdobył tytuł mistrza tej serii. W późniejszych latach Włoch pojawiał się także w stawce Francuskiej Formuły 3, Brytyjskiej Formuły 3, Niemieckiej Formuły 3, DMSB Produktionswagen Meisterschaft, 24 Hours of Spa, World Touring Car Championship, Mégane Trophy Eurocup, Euroseries 3000, 24H Series Toyo Tires, International GT Open, 24h Nürburgring, VLN Endurance, FIA GT Championship, Superstars International Series, Grand American Rolex Series, 24-godzinnego wyścigu Daytona, Ferrari Challenge Italy, Superstars Championship Italy, European Touring Car Cup, Italian GT Championship, 24H Dubai, European Le Mans Series, Superstars GT Sprint oraz EUROV8 Series.
W World Touring Car Championship Włoch dołączył do stawki w 2006 roku z niemiecką ekipą Wiechers-Sport. Najwyżej został sklasyfikowany podczas drugiego wyścigu w Meksyku, gdzie uplasował się na trzynastej pozycji.